# La Chapelle-Fortin
La Chapelle-Fortin è un comune francese di 189 abitanti situato nel dipartimento dell'Eure-et-Loir nella regione del Centro-Valle della Loira.

## Società

### Evoluzione demografica
Abitanti censiti